# Нежинка (Оренбургская область)
Нежинка — село в Оренбургском районе Оренбургской области. Административный центр Нежинского сельсовета.
Село образовано 21 ноября 1742 года.

## География
Расположено на правом берегу реки Урал в 9 км к востоку от Оренбурга (17 км от центра города) и в 6 км к юго-западу от международного аэропорта «Оренбург». К селу с запада примыкают дачные посёлки, протянувшиеся вдоль поймы Урала до города.
Через село проходит автодорога Оренбург — Орск.

## История
Место для постройки тут военного укрепления было намечено летом 1742 г. начальником Оренбургской комиссии Иваном Неплюевым. Основано как Нежинский редут казаками. В середине 19 века населённый пункт именовался - Нежинский. В 1866 году он насчитывал 770 жителей.

## Инфраструктура
В селе действуют общеобразовательное учреждение «Нежинский лицей», детские сады, дом культуры «Нежинка», детская школа искусств, детско-юношеская спортивная школа, отделение почтовой связи, филиал Сбербанка.
Село полностью газифицировано.

## Население
| 2002 | 2010  | 2021    |
| ---- | ----- | ------- |
| 5128 | ↗5906 | ↗10 656 |

Национальный состав (2010): русские — 73,7 %, казахи — 11,1 %, татары — 8,5 %, украинцы — 2,6 %.